# Le Régisseur
Le Régisseur est une nouvelle d'Ivan Tourgueniev parue dans la revue russe Le Contemporain en 1847. 
La nouvelle fait partie du recueil Mémoires d'un chasseur.
C'est un plaidoyer imagé contre le servage.

## Résumé
Le narrateur est parti chasser chez un voisin qu’il n’apprécie guère, Arcade Pavlytch Pénotchkine, jeune hobereau chez qui tout est parfait, le domaine où règne l’ordre, la maison bien tenue, les serfs tous bien habillés. Il invite le narrateur à souper. Le vin n’est pas chambré. Le valet va-t-il être battu ou congédié ? On ne badine pas avec l’autorité chez ce maître.
Le lendemain, les deux hommes vont visiter un domaine que possède Arcade dans les environs. C’est une visite surprise pour les habitants qui ne le voient que rarement. Tout le village est en proie a une grande agitation. Les gens assis se lèvent et attendent un ordre de sa part, les femmes chassent les chiens, les enfants vont se cacher.
Sophron, le régisseur, arrive et remercie le maître de sa visite. Il lui raconte que le bornage s’est bien déroulé grâce au maître qui avait bien remercié par avance l’arbitre… 
Le lendemain, c’est l’inspection des terres, des bois : tout respire l’ordre, la propreté, la bonne gestion. Pourtant, deux hommes pieds nus, les habits en lambeaux se précipitent au pied d’Arcade Pavlytch. On avait bien essayé de les repousser, mais les Toboléïev père et fils n’ont plus rien à perdre. Le père accuse Sophron le régisseur de les pressurer, d'avoir envoyé hors tour ses deux premiers fils au régiment, de  vouloir prendre le troisième également pour le régiment, de lui avoir pris sa dernière vache, de battre sa femme. Sophron ne se laisse pas démonter et le traite d’ivrogne. À cause de la présence de son visiteur, Arcade Pavlytch se retient de corriger les Toboléïev lui-même.
Plus tard, ayant quitté son hôte, le narrateur a la confirmation que Sophron est le véritable maître du domaine : il fait travailler les paysans pour son compte et les maltraite, aussi Toboléïev va payer cher son geste.

## Extraits
« La femme du bourgmestre se confondit en courbettes et s’approcha du seigneur pour lui baiser la main : Arcade Pavlytch la lui abandonna généreusement. »

## Édition française
- Le bourmistre, traduit par Ely Halpérine-Kaminsky, dans Récits d'un chasseur, Paris, Éditions Albin Michel, 1893.
- Le Régisseur, traduit par Françoise Flamant, Éditions Gallimard, Bibliothèque de la Pléiade, 1981  (ISBN 978 2 07 010980 7).